# قرار مجلس الأمن التابع للأمم المتحدة رقم 588
قرار مجلس الأمن التابع للأمم المتحدة رقم 588، الصادر بالإجماع في 8 أكتوبر / تشرين الأول 1986، بعد أن أعرب عن قلقه بشأن استمرار الصراع بين إيران والعراق، حث المجلس كلا البلدين على تنفيذ القرار 582 (1986) دون تأخير.
طلب القرار من الأمين العام تكثيف جهوده لتنفيذ القرار 582، وتقديم تقرير في موعد أقصاه 30 نوفمبر 1986. وذكر الأمين العام، في تقريره الذي نُشر في 24 نوفمبر / تشرين الثاني، أنه أجرى اتصالات مع كلا البلدين، لكن مواقف الحكومتين لم تظهر أي تقارب من شأنه أن يسمح بتنفيذ القرار الحالي.

## روابط خارجية
- نص القرار في undocs.org